# Nostra Signora di Zeitun

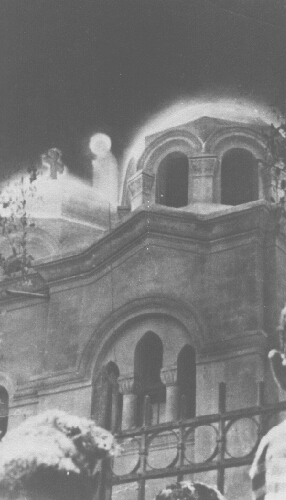
Presunta foto dell'apparizione mariana del 2 aprile 1968.

Nostra Signora di Zeitoun (o Zeitun), conosciuta anche semplicemente come Madonna di Zeitun o di Zeitoun, o più raramente Nostra Signora della Luce, è il titolo di una presunta apparizione mariana di massa avvenuta nel quartiere di Zeitoun del Cairo, in Egitto, per un periodo di 2-3 anni a partire dal 2 aprile 1968.

## Storia

### Antefatti
Nel 1920 l'egiziano copto Tawfiq Khalil Bey, un agiato possidente del luogo, si propone di ampliare i propri beni immobili nei pressi di Zeitoun costruendo un palazzo. Cambiò idea e decise di costruire una chiesa in luogo del palazzo quando sognò la Vergine Maria che gli disse che se avesse costruito l'edificio religioso lei avrebbe particolarmente onorato Zeitoun.
La chiesa fu costruita su un progetto dell'architetto Leomingelli nei pressi dell'incrocio tra via Touman-Bey e via Khalil e fu completata nel 1924.

### Le apparizioni
La prima apparizione della Vergine Maria a Zeitoun fu registrata la sera del 2 aprile 1968, quando un meccanico di autobus musulmano di nome Farouk Mohammed Atwa, che lavorava dall'altra parte della strada rispetto alla chiesa copta di Santa Maria a Zeitoun, pensò di aver visto una donna tentare il suicidio saltando dalla struttura. Altri due uomini notarono una figura bianca in cima alla chiesa e l'avvistamento fu denunciato alla polizia. Sul posto si radunò una folla e le forze dell'ordine tentarono di disperderla. Secondo la polizia, l'avvistamento era solo un riflesso della luce dei lampioni. Tuttavia, un custode della chiesa suggerì che la figura fosse la Vergine Maria, il che esaltò la folla. Per questo motivo, i tentativi della polizia di disperdere l'assembramento non ebbero successo. L'evento stesso si concluse dopo pochi minuti.
Una settimana dopo, il 9 aprile, il fenomeno si ripresentò, di nuovo durando solo pochi minuti. Dopo quel periodo le apparizioni divennero più frequenti, anche due o tre volte alla settimana, per diversi anni, fino al 1971. Secondo la tradizione copta, Zeitoun è vicino a uno dei luoghi in cui la Sacra famiglia soggiornò durante la fuga in Egitto.

## Culto

### Indagine e riconoscimento da parte della Chiesa ortodossa copta
Il capo della Chiesa copta ortodossa, il papa Cirillo VI di Alessandria nominò una commissione di sacerdoti e vescovi di alto rango per indagare sulla questione, guidata dal vescovo Gregorios, laureato e ricercatore in studi sulla cultura copta. Il 4 maggio Cirillo VI diramò un comunicato ufficiale che confermava le apparizioni.

### Reazione da parte della Chiesa cattolica
Anche le monache della Società del Sacro Cuore assistettero alle apparizioni e inviarono un rapporto dettagliato al Vaticano, con il conseguente arrivo di un inviato il 28 aprile che assistette a sua volta alle apparizioni e inviò una relazione al papa Paolo VI. Poiché l'apparizione era occorsa su una chiesa copta, il Vaticano lasciò le indagini alle autorità locali.

### Indagine e riconoscimento istituzionale
Le apparizioni sarebbero state anche testimoniate dal presidente Gamal Abdel Nasser, e catturate dai fotografi dei giornali e dalla televisione egiziana. Le indagini condotte dalla polizia non trovarono alcuna spiegazione apparente. Non fu trovato nessun dispositivo in un raggio di quindici miglia in grado di proiettare l'immagine e furono scattate molte foto della presunta apparizione da fonti indipendenti, anche se spesso di qualità molto bassa. Senza spiegazioni alternative e con l'approvazione da parte di leader religiosi e politici, il governo egiziano accettò le apparizioni come fondate. Poco dopo l'approvazione canonica, il Ministero del turismo emise una convalida degli avvistamenti e, secondo quanto riferito, iniziò a distribuire opuscoli e volantini che promuovevano Zeitoun come meta di pellegrinaggio.

### Giubileo d'oro
Il 12 maggio 2018 la Chiesa copta celebrò il Giubileo d'oro dell'evento. Papa Teodoro II tenne quattro Sante Messe. Alla celebrazione parteciparono un gran numero di sacerdoti e cristiani provenienti da tutto l'Egitto; dal 10 al 13 maggio si svolsero celebrazioni minori.

## Scetticismo
Le stime del numero di osservatori dell'evento variano notevolmente. Si dice che migliaia di persone siano accorse alla chiesa dopo l'annuncio delle prime manifestazioni del fenomeno. Alcuni sostengono che le apparizioni siano state viste da milioni di persone. Le fonti primarie indicano 250000 come il limite massimo per una singola notte, anche se la difficoltà di stimare la dimensione della folla al buio significa che il numero potrebbe essere una sovrastima. Cynthia Nelson era professoressa di antropologia presso l'Università americana del Cairo e direttrice fondatrice dell'Istituto di studi di genere e donne. Visitò il sito della chiesa in diverse occasioni, tra cui il 15 aprile 1968, una settimana dopo verso la fine di aprile e il 1º giugno 1968. Nonostante i resoconti delle visite in corso, anche se irregolari, dell'apparizione mariana, Cynthia Nelson documentò di non aver visto altro che alcuni «lampi intermittenti di luce».
Alcuni autori suggeriscono che gli avvistamenti debbano essere considerati nel contesto. Le apparizioni arrivarono in un periodo di crisi nella storia egiziana e riecheggiarono «una sensazione diffusa che la sconfitta dell'Egitto nella guerra arabo-israeliana del 1967 fosse il risultato dell'abbandono della fede a favore di idee e sistemi di credenze creati dall'uomo».
I sociologi Robert Bartholomew ed Erich Goode portano le apparizioni di Zeitoun come un caso importante di isteria di massa: «Sembra che gli osservatori mariani fossero predisposti dal background religioso e dall'aspettativa sociale a interpretare gli spettacoli di luce come legati alla Vergine Maria».
Il professor Micheal P. Carrol suggerisce allo stesso modo che le «luci di origine incerta» furono interpretate come Maria a causa delle tensioni sociali nella società egiziana dell'epoca, insieme a un'associazione della Vergine Maria con l'area di Zeitoun. I musulmani che hanno visioni della Vergine non sarebbero insoliti, poiché anche Maria è venerata nell'Islam.
Sebbene le analisi di cui sopra forniscano ragioni su come la folla avrebbe interpretato le luci, non forniscono spiegazioni per i fenomeni di luce stessi. John S. Derr e Michael A. Persinger propongono una possibile causa nella Tectonic Strain Theory, che suggerisce l'idea che gli eventi tettonici sembrano essere altamente correlati con gli avvistamenti di strane luci. In effetti, Zeitoun fu teatro di attività tettonica prima degli eventi. Pertanto, la fonte delle luci potrebbe essere stata semplicemente un sottoprodotto di questa attività sismica. Tuttavia, questo non spiega il fatto che il fenomeno si sia verificato solo di notte e la teoria della deformazione tettonica deve ancora fornire la spiegazione del meccanismo secondo cui gli eventi tettonici causerebbero queste luci in prima istanza.
Le foto dell'evento sono numerose, anche se inconsistenti. La maggior parte delle foto sono sfocate o di bassa qualità, anche se alcune sembrano mostrare la Vergine Maria a prescindere. Uno di questi è infatti un disegno, come viene attribuito dai giornali dell'epoca. L'origine della foto più popolare non è chiara e alcuni scettici hanno sottolineato incongruenze come la luce sulla croce che è più scura del dovuto e l'apparizione sembra traslucida nonostante altre fotografie e testimonianze di testimoni la descrivano come opaca e molto luminosa. Nel rapporto di Cynthia Nelson, era riportato come molte foto e immagini dell'apparizione venivano vendute sul mercato, aggiungendo un incentivo finanziario per la falsificazione.